# 911 – Deine Talkshow bei Energy
911 – Deine Talkshow bei Energy (englisch: nine eleven) war die erste national ausgestrahlte Radiotalkshow auf dem Radiomarkt. Diese wurde von 2006 bis zur Absetzung 2009 von der NRJ Group deutschlandweit ausgestrahlt.

## Moderation & Team
Seit Beginn der Show wurde diese von Daniel Melcer (Dani), Philipp Kleininger (Philipp/Fibsi), und Johannes Sassenroth (Sassi) moderiert. Die Hauptmoderation übernahm hier Daniel Melcer mit Philipp Kleiniger als Nebenmoderator. Sassenroth übernahm neben der Moderation auch die Rolle des Freakman, einer kurzen Comedy-Einlage, die regelmäßig auf Energy (mittlerweile in regelmäßigen Abständen auf Radio Fantasy) ausgestrahlt wurde. Alle drei moderierten vor der Produktion von 911 die Augsburger Comedysendung Brot und Spiele beim Augsburger Lokalsender Radio Fantasy.
Mit dabei waren auch abwechselnd diverse „Metro-Polinnen“, die die Anrufe der Zuhörer entgegennahmen, sie ins Studio zu den „Jungs“ weiterleiteten oder bei Bedarf zurückriefen. Gelegentlich wurden die Telefondamen auch ins Studio gebeten, um ihre (weibliche) Meinung zu gewissen Themen zu äußern.
Sassenroth verließ Anfang 2009 die Talkshow und ging zum hessischen Rundfunksender You FM, für den er seit 2009 die Radioshow Der Sassenroth am Nachmittag moderiert.

## Geschichte
911 wurde seit dem 6. Juni 2006 deutschlandweit in Kooperation zwischen den Stationen von Energy Berlin, München, Hamburg, Nürnberg, Sachsen sowie der Region Stuttgart ausgestrahlt. Einzige Ausnahme der Ausstrahlung war Energy Bremen. Die Talkshow wurde wöchentlich von Montag bis Donnerstag und entsprechend dem Namen zwischen 21:00 und 23:00 Uhr (von Melcer auch „ganz spät am Nachmittag“ genannt) gesendet.
Der Sendestandort der Talkshow wurde von Beginn an nicht verraten. Spekulationen zufolge soll die Sendung von einer der süddeutschen Energy-Stationen übertragen worden sein. Demnach wurden entweder Nürnberg oder München in Betracht gezogen. Eine weitere Option für den Ausstrahlungsort der Show soll auch Augsburg, aus Verdacht wegen der früheren Kooperation der Moderatoren mit Lokalsender Radio Fantasy sein.
Jingles und Show-Musik für 911 wurden vom deutschen Musiker Mark Scheibe komponiert und eingespielt.
Da die Sendung nicht an Zuschauer unter 16 Jahren gerichtet war, wurden auch Themen wie Selbstmordgedanken oder Geschlechtsverkehr behandelt. Dadurch wurden die Moderatoren ständig mit Beschwerden aufgrund des Jugendschutzes unter Druck gesetzt, wodurch sich Johannes Sassenroth schließlich Anfang 2009 für einen Ausstieg aus der Show entschied und zum hessischen Jugendsender You FM wechselte.
Trotz hoher Einschaltquoten, einer großen Fangemeinde und überwiegend positive Rückmeldungen der Landesmedienanstalten wurde die Sendung nach mehr als drei Jahren am 15. Oktober 2009, ohne vorherige Mitteilungen gegenüber den Moderatoren und den Hörern von allen Energy-Stationen abgesetzt. Grund hierfür war laut einem offenen Brief der Geschäftsführer die meist jugendgefährdenden Inhalte in der Sendung. Des Weiteren behauptet Radio Energy, 911 habe gegen Lizenzauflagen verstoßen. Es seien sowohl interne Absprachen als auch Lizenzauflagen der Aufsichtsbehörden und Landesmedienanstalten wiederholt und in eklatanter Weise missachtet worden.
Wegen der Beliebtheit der Sendung bei Energy-Zuhörern herrschte Enttäuschung über das Aus um die Sendung. Zuhörer machten ihrem Ärger per E-Mail Luft. Außerdem wurden Demonstrationen in einigen Städten organisiert, wie beispielsweise in Berlin, München oder Nürnberg, welche jedoch bis jetzt nichts an der Absetzung der Show ändern konnten.

## Sendung und Inhalt
Die Sendung hatte in der Regel kein vorgegebenes oder fixiertes Thema: stattdessen wurden nach dem Motto „Eurer Input ist unser Output“ die unterschiedlichsten Themen erörtert. Zur Begrüßung musste jeder Anrufer eine kleine und persönliche Frage von Daniel Melcer beantworten; am Ende jedes Anrufs wurde der Anrufer um seine „berühmten letzten Worte“ gebeten. Gegen 22:30 Uhr (auch Viertel vor Freakman genannt) wurde eine Folge von Freakman gespielt. Zum Ende der Talkshow wurden von Melcer „Schöne Grüße an Johnny Martini“ (Gerüchten zufolge ein Gefängnis-Häftling, der von einem Anrufer erwähnt wurde. Dani Melcer fand dem Namen Johnny Martini so toll, dass er danach zum Schluss jeder Sendung Grüße an ihm ausstellte, da dieser im Gefängnis über Radio jede Show mithören soll) ausgestellt und die heimliche 911-Hymne, das Lied „La bonne franquette“ von Sänger Herbert Pagani, gespielt.
Das Maskottchen der Sendung war ein Nacktmull, der während der Sendung als Stofftier gewonnen werden konnte. Dafür mussten die Anrufer ein skurriles Spiel über Radio wie zum Beispiel Schnick/Schnack/Schnuck, Stadt, Land, Schluss, „Knack dem Köhler“ oder andere Spiele gewinnen. Auch kam es vor, dass Nacktmulle verschenkt wurden.
In einigen Folgen wurde auch der „PopUp-Song“ eingespielt, ein (normalerweise aus den Charts entnommenes) Lied (z. B. Pink), das mit einer freundlichen Frauenstimme durchzogen war. Diese hat dann private Geheimnisse der Moderatoren offengelegt, ihre schmutzigen Geheimnisse (letzte Urlaubsreise, Freizeitbeschäftigungen, …) gelüftet. Am Ende des Liedes folgten die immer wiederkehrenden Worte: „Good night, sleep tight – dein PopUp-Song!“

## Veranstaltungen & Aktionen
Gelegentlich wurden von den 911 Moderatoren Veranstaltungen, Demonstrationen und Aktionen veranstaltet, bei denen die Hörer live vor Ort dabei sein konnten. Angeführt wurden die Aktionen von Johannes Sassenroth, verkleidet als Freakman, während die Aktion live über die Show übertragen wurde, währenddessen Daniel Melcer und Philipp Kleininger im Studio moderierten.
Beispielsweise wurden 2007 zwei 911 Sausen in Berlin und München organisiert, bei denen die Zuhörer live vor Ort und mit den Moderatoren persönlich diskutieren konnten. Bei der 911 Sause trat zudem auch Revolverheld als Music-Act auf.
Außerdem fanden mehrere Yes-Torty-Demos statt, bei denen für die Wiedereinführung des Yes-Torty in die deutschen Lebensmittelläden demonstriert wurde. Anschließend traf sich Sassenroth persönlich mit dem Pressesprecher der Nestlé Deutschland AG, um die Petitionen für die Wiederaufnahme des Yes-Tortys in die Lebensmittel-Handel zu überreichen.
Eine weitere große Aktionen von 911 war die Suche nach dem Brieselanger Licht, welche durch den Anruf eines Hörers entstand. Demnach traf sich Johannes Sassenroth als Freakman mit 911 Hörern im Brieselanger-Wald, um dort, während Melcer und Kleininger Live im Studio moderierten, das Brieselanger Licht zu suchen.